# 덕 모

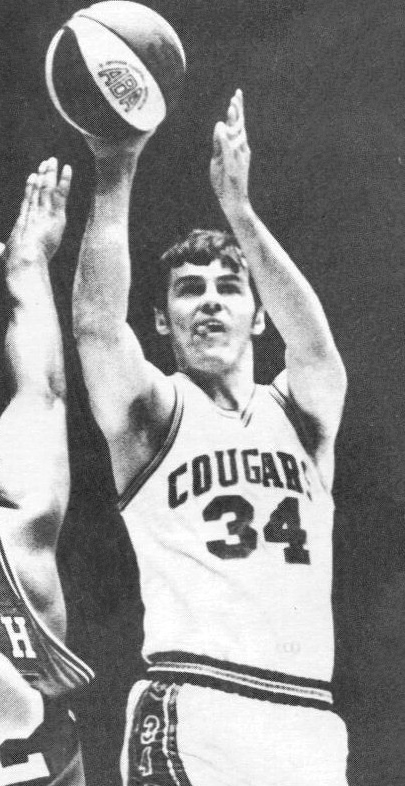

덕 모(Doug Moe, 본명: 더글러스 에드윈 모, Douglas Edwin Moe, 1938년 9월 21일 ~ )는 미국의 전직 프로 농구 선수이자 코치이다. 전미 농구 협회(NBA) 덴버 너기츠의 수석코치였던 그는 1988년 NBA 올해의 감독상을 받았다.

## 프로 경력
- 팔라카네스트로 페트라르카 파도바(1965~1967)
- 뉴올리언스 해적단(1967~1968)
- 오클랜드 오크스(1968~1969)
- 워싱턴 캡스
- 캐롤라이나 쿠거스(1969~1970)
- 버지니아 스콰이어스(1970~1972)

## 감독 경력
- 캐롤라이나 쿠거스(1972~1974)
- 덴버 너게츠(1974~1976)
- 샌안토니오 스퍼스(1976~1980)
- 덴버 너기츠(1980~1990)
- 필라델피아 세븐티식서스(1992~1993)
- 덴버 너기츠(2003~2008)